# Franz Steindl
Franz Steindl (* 10. Jänner 1960 in Purbach am Neusiedler See) ist ein österreichischer Politiker (ÖVP). Steindl war von 1994 bis 2000 Abgeordneter zum Nationalrat und von 2001 bis 2015 Landesparteiobmann der ÖVP Burgenland sowie von 2000 bis 2015 Landeshauptmann-Stellvertreter. Vom 9. Juli 2015 bis zum 17. Februar 2020 war er Abgeordneter im Burgenländischen Landtag.

## Ausbildung und Beruf
Franz Steindl besuchte von 1966 bis 1970 die Volksschule von Purbach am Neusiedler See und absolvierte ab 1970 das Realgymnasium Eisenstadt, das er 1978 mit der Matura abschloss. Im Anschluss studierte Steindl Volkswirtschaft an der Universität Wien und Konzertfach Trompete an der damaligen Musikhochschule in Wien. 1983 spondierte er zum Mag. rer. soc. oec. und leistete danach seinen Präsenzdienst ab.
Steindl war beruflich von 1984 und 1985 in der Bundeswirtschaftskammer als Schulungsreferent im WIFI angestellt und war zwischen 1985 und 1986 Schulungsreferent im WIFI Burgenland. Danach wechselte er bis 1992 als Landessekretär zum ÖAAB Burgenland und war von 1992 bis 1994 als Landesgeschäftsführer der ÖVP Burgenland tätig. Im Jahr 2000 war Franz Steindl Institutsleiter im Wirtschaftsförderungsinstitut Burgenland.
Seit Februar 2019 ist er am Joseph-Haydn-Konservatorium des Landes Burgenland für Marketing, Information und die Entwicklung neuer musikalischer Projekte zuständig. 2021 wurde er Geschäftsführer der Joseph Haydn Konservatorium GmbH. Das Konservatorium konnte ab dem Studienjahr 2023/24 unter seiner Führung zur Privathochschule akkreditiert werden.

## Politik
Franz Steindl engagierte sich von 1980 bis 1986 in der Jungen ÖVP und war neben seiner beruflichen Tätigkeit im ÖVP nahen Umfeld in der Gemeindepolitik tätig. Er war von 1987 bis 1992 Vizebürgermeister von Purbach am Neusiedler See und zwischen 1992 und 2000 Bürgermeister der Gemeinde. Gleichzeitig war er zwischen 1986 und 2000 Stadtparteiobmann der ÖVP Purbach. Zudem war Steindl von 1989 bis 1991 Arbeiterkammer-Vizepräsident und von 1994 bis 2002 sowie ab 2004 ÖVP-Bezirksparteiobmann. Von 2001 bis 2015 war Franz Steindl Landesparteiobmann der ÖVP Burgenland.
Ab 7. November 1994 vertrat er die ÖVP im österreichischen Nationalrat, wo er Obmann des Immunitätsausschusses und Obmannstellvertreter im Rechnungshofausschuss war. Zudem war Steindl Mitglied im Budgetausschuss und zeitweise Mitglied im Unterrichtsausschuss sowie Wirtschaftsausschuss. Am 30. April 2000 schied er aus dem Nationalrat aus. 
Ab dem 28. Dezember 2000 gehörte Steindl der Burgenländischen Landesregierung als Landeshauptmann-Stellvertreter an. In der Landesregierung Niessl III fielen die Zuständigkeitsbereiche Gemeinden, Staatsbürgerschaften, Landesfeuerwehrverband, Katastrophenschutz, Wirtschaft, Jugend, Baurecht, Gewerberecht und Energierecht in die Agenden Steindls. 
Nach der Landtagswahl 2015, die mit Stimm- und Mandatsverluste für die ÖVP und SPÖ endete, wurde Franz Steindl am 4. Juni 2015 von Eisenstädter Bürgermeister Thomas Steiner als ÖVP-Landesparteiobmann abgelöst, nachdem die SPÖ Burgenland mit der FPÖ in Koalitionsverhandlungen getreten waren, die am 9. Juli 2015 zur Bildung der Koalitionsregierung Niessl IV führten, womit die ÖVP erstmals seit 1945 in der Opposition ist. Steindl blieb als Landtagsabgeordneter politisch aktiv. Nach der Landtagswahl 2020 schied er aus dem Landtag aus.

## Privates
Steindl ist seit 2015 geschieden und hat einen Sohn sowie eine Tochter. Er wohnt in Purbach am Neusiedler See.

## Auszeichnungen
- 2012: Großes Verdienstkreuz des Österreichischen Bundesfeuerwehrverbandes
- 2021: Verdienstmedaille in Gold des Österreichischen Blasmusikverbandes
- 2013: Ehrenbürgerschaft der Partnergemeinde Teaca in Rumänien
- 2018: Martinsorden der Diözese Eisenstadt in Gold
- 2020: Komturkreuz mit dem Stern des Landes Burgenland[4]
- 2021: Ehrenringträger der Landeshauptstadt Eisenstadt
- 2022: Ehrenbürgerschaft der Stadtgemeinde Purbach/See